# Ostia Antica (Stadtteil)

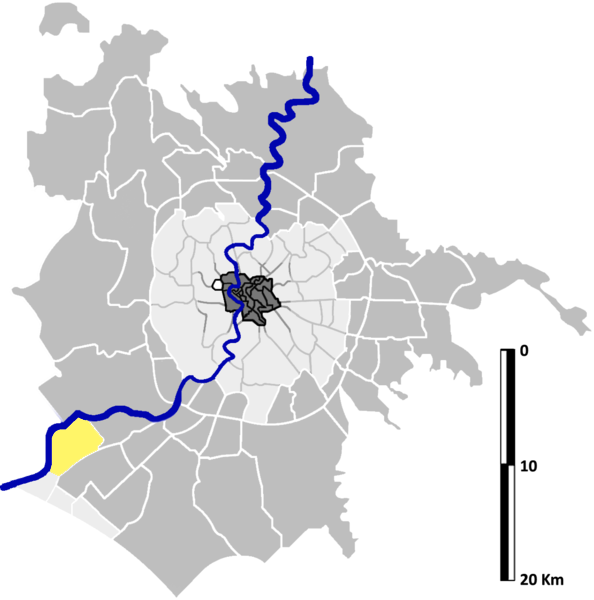
Lage von Ostia Antica in Rom

Ostia Antica bezeichnet die 35. Zone, abgekürzt als Z.XXXV, der italienischen Hauptstadt Rom. Im Gegensatz zu den Rioni, Quartieri und Suburbi sind es die ländlicheren Gebiete von Rom. Sie gehört zum Municipio X und zählt 17.176 Einwohner (2016). Sie befindet sich im Südwesten der Stadt außerhalb der römischen Ringautobahn A90 und hat eine Fläche von 22,51 km².

## Geschichte
Die antike Stadt Ostia wurde im 4. Jahrhundert v. Chr. als Militärlager gegründet und entwickelt sich in der römischen Kaiserzeit zu einem Handelszentrum. Vor allem der Weizen für Rom wurde hier entladen. Die Stadt hatte im zweiten Jahrhundert 75.000 Einwohner, die aber in der Reichskrise des 3. Jahrhunderts wieder abnahmen.
Bereits im dritten Jahrhundert hatte sie einen Bischofssitz. Im 5. Jahrhundert war die Wasserversorgung über die Aquädukte nicht mehr sichergestellt. Nach der Belagerung durch die Goten 537 war die Stadt verfallen und entvölkert. Nach der Plünderung durch die Sarazenen wurde das Dorf unter Gregor IV. befestigt und erhielt den Namen Gregoriopoli. Danach wurde die antike Stadt aufgegeben.
Ende des 15. Jahrhunderts ließ Giuliano della Rovere, der später Papst Julius II. eine Burg errichten und den Bau der Basilika Sant’Aurea vollenden. Die Burg war bis 1557 in Verwendung. Danach veränderte ein Hochwasser den Verlauf des Tibers, und der Wassergraben war trockengelegt. Danach wurde es noch als Stall und Lager von den Bauern und Hirten der Gegend verwendet und der Turm als Gefängnis.
Ostia Antica wurde am 13. September 1961 durch Beschluss des Commissario Straordinario gegründet. Damals wurde der Ager Romanus in 59 Zonen geteilt, denen eine römische Zahl zugeteilt und ein Z vorgestellt wurde. Davon wurden sechs an die neugegründete Gemeinde Fiumicino komplett ausgegliedert und drei weitere teilweise.

## Sehenswürdigkeiten
- Ausgrabungsstätte Ostia Antica
- Sant’Aurea
- Friedhof Ostia Antica